# Fan (film)
Fan – amerykański thriller w reżyserii Tony’ego Scotta z roku 1996 na podstawie książki Petera Abrahamsa.

## Obsada
- Robert De Niro jako Gil Renard
- Wesley Snipes jako Bobby Rayburn
- John Leguizamo jako Manny
- Benicio del Toro jako Juan Primo
- Ellen Barkin jako Jewel Stern
- Patti D’Arbanville jako Ellen Renard